# Висока поляна (област Кърджали)
 За другото българско село вижте Висока поляна (област Шумен).  
Висока поляна е село в Южна България. То се намира в община Кърджали, област Кърджали.

## География
Село Висока поляна се намира в планински район.

## Население
Численост и дял на етническите групи според преброяването на населението през 2011 г.:
|                     | Численост | Дял (в %) |
| Общо                | 274       | 100,00    |
| Българи             | 0         | 0,00      |
| Турци               | 264       | 96,35     |
| Цигани              | 0         | 0,00      |
| Други               | 0         | 0,00      |
| Не се самоопределят | 0         | 0,00      |
| Неотговорили        | 5         | 1,82      |